# 楊宗樺
楊宗樺（1991年3月29日—）是台灣男子網球選手。
楊宗樺於2008年奪得了法網青少年组男子單打冠軍，成為17年來首位獲得網球大滿貫賽事青少年組男子單打冠軍的亞洲球手，並和謝政鵬奪得了澳網及溫網男子青少年組雙打冠軍，在當年年終青少年組世界排名中名列第一，獲得國際網球總會（ITF）頒發的青少年组男子單打總冠軍稱號。

## 生涯決賽

### 單打
| 圖例         |
| 挑戰賽 (0–1) |
| 未來賽 (3–4) |

| 結果 | 日期           | 賽事       | 場地     | 對手           | 分數          |
| 冠軍 | 2009年1月11日  | 廣州       | 室外硬地 | 曾少眩         | 6–3, 5–7, 6–4 |
| 亞軍 | 2009年6月27日  | 八打靈再也 | 室外硬地 | Luigi d'Agord  | 2–6, 2–6      |
| 亞軍 | 2009年7月19日  | 慶山市     | 室外硬地 | 陳迪           | 2–6, 2–6      |
| 亞軍 | 2009年7月26日  | 慶山市     | 室外硬地 | Kim Young-jun  | 4–6, 1–6      |
| 亞軍 | 2009年10月18日 | 柏市       | 室外硬地 | 三橋淳         | 1–6, 6–7(4)   |
| 冠軍 | 2010年6月26日  | 吉隆坡     | 室外硬地 | Kim Young-jun  | 6–2, 6–2      |
| 冠軍 | 2011年7月10日  | 台北市     | 室外硬地 | 三橋淳         | 6–0, 6–3      |
| 亞軍 | 2011年8月7日   | 北京       | 硬地     | Farrukh Dustov | 1–6, 64–7     |

### 雙打
| 圖例         |
| 挑戰賽 (4–2) |
| 未來賽 (8–6) |

| 結果 | 日期           | 賽事       | 場地     | 搭檔              | 對手                                 | 分數               |
| 亞軍 | 2006年9月17日  | 大阪       | 室外地毯 | 李欣翰            | 石井弥起 近藤大生                    | 4–6, 3–6           |
| 亞軍 | 2007年6月16日  | 德里       | 室外硬地 | 李欣翰            | Tushar Liberhan 萨娜姆·辛格          | 4–6, 5–7           |
| 冠軍 | 2007年6月18日  | 廣州       | 室外硬地 | 李欣翰            | 于欣源 曾少眩                        | 6–4, 2–6, 7–65     |
| 亞軍 | 2007年8月11日  | 三寶瓏     | 室外硬地 | 彭賢尹            | 近藤大生 寺地貴弘                    | 6–3, 65–7, 3–6     |
| 冠軍 | 2008年10月18日 | 柏市       | 室外硬地 | 易楚寰            | 黃僅喻 彭賢尹                        | 6–1, 6–2           |
| 亞軍 | 2008年10月25日 | 東京       | 室外硬地 | 易楚寰            | 石井弥起 近藤大生                    | 4–6, 2–6           |
| 亞軍 | 2008年11月30日 | 坎昆       | 室外紅土 | 李欣翰            | 盧卡斯·古博特 奧利弗·馬拉克          | 5–7, 2–6           |
| 冠軍 | 2009年1月10日  | 廣州市     | 室外硬地 | 李欣翰            | 李喆 王鈺                            | 6–0, 6–3           |
| 冠軍 | 2009年3月30日  | 甲府市     | 室外硬地 | 易楚寰            | 吉備雄也 篠川智大                    | 6–1, 6–0           |
| 亞軍 | 2009年6月20日  | 吉隆坡     | 室外硬地 | 李欣翰            | 阿瑙·布魯蓋斯-達維 Luigi d'Agord     | 64–7, 4–6          |
| 冠軍 | 2009年7月4日   | 吉隆坡     | 室外硬地 | 于欣源            | Aqeel Khan Yew-Ming Si               | 7–64, 6–3          |
| 冠軍 | 2009年7月19日  | 慶山市     | 室外硬地 | 陳迪              | 岩淵聰 本村剛一                      | 7–64, 6–4          |
| 冠軍 | 2009年7月25日  | 慶山市     | 室外硬地 | 李欣翰            | 陳迪 岩淵聰                          | 7–64, 5–7, [10–8]  |
| 冠軍 | 2009年8月29日  | 阿拉木圖   | 室外硬地 | 丹尼斯·莫尔恰诺夫 | Pierre-Ludovic Duclos Alexey Kedryuk | 4–6, 7–65, [11–9]  |
| 冠軍 | 2009年9月5日   | 泰國暖武里 | 室外硬地 | 李欣翰            | Ketut-Nesa Arta Christopher Rungkat  | 7–64, 6–4          |
| 亞軍 | 2009年10月18日 | 柏市       | 室外硬地 | 李欣翰            | 三橋淳 易楚寰                        | 4–6, 2–6           |
| 亞軍 | 2009年11月7日  | 春川市     | 室外硬地 | 李欣翰            | Andis Juška Dmitri Sitak             | 3–6, 6–3, [10–2]   |
| 冠軍 | 2009年11月21日 | 橫濱市     | 硬地     | 易楚寰            | Alexey Kedryuk 三橋淳                | 6–79, 6–3, [12–10] |
| 冠軍 | 2011年7月31日  | 中國烏海市 | 硬地     | 李欣翰            | 馮賀 張擇                            | 6–2, 7–64          |
| 冠軍 | 2013年5月19日  | 南韓釜山   | 硬地     | 彭賢尹            | Jeong Suk-Young Lim Yong-Kyu         | 6–4, 6–3           |

## 外部連結
- 台灣第一人！小胖奪法網冠軍！ （页面存档备份，存于）
- 我是楊宗樺！網球是我的全部 （页面存档备份，存于）
- 楊宗樺‧加油!! :: 痞客邦PIXNET :: （页面存档备份，存于）
- 楊宗樺（英文/西班牙文）的官方資料
- 楊宗樺的國際網球總會 職業／青少年 官方資料（英文）
- 楊宗樺的官方資料（英文）

| 獎項                     | 獎項                    | 獎項                 |
| ------------------------ | ----------------------- | -------------------- |
| 前任： 里查達斯·貝蘭基斯 | 青少年網球世界冠軍 2008 | 繼任： 丹尼爾·貝爾塔 |